# Жемайты
Жема́йты (жямайты, жмудь, жамойты, жмудины; жем. žemaitē, лит. žemaičiai) — этническая группа в составе литовцев в Западной Литве, население исторической области Жемайтия. Сохраняется жемайтское наречие литовского языка (иногда рассматриваемое как отдельный язык, и на нём ведётся своя Википедия), на востоке Жемайтии говорят на западноаукштайтском диалекте. Однако большая часть жемайтов говорит на литературном литовском. Верующие — католики, на юго-западе есть также лютеране.

## Этимология термина
Считается, что название происходит от лит. žemas «низкий, низменный» в отличие от «верхних» аукштайтов, которые жили выше по течению реки Неман. Согласно альтернативной гипотезе, слово «жемайты» произошло от лит. žemė «земля».

## История
Предки жемайтов по археологическим данным в V веке населяли бассейн реки Швентойи. Затем племя жемайтов продвинулась на запад до Жемайтской возвышенности в верховьях рек Дубиса и Юра (археологическая культура грунтовых могильников Центральной Литвы V—VI веков). В русских летописях встречается также название «нерома, сиречь жемоить». С XIII века отстаивали независимость в борьбе с Тевтонским орденом, в 1422 году окончательно вошли в состав Великого княжества Литовского, образовав Жмудское староство. К XV—XVI векам ассимилировали южных земгалов и южных куршей Западной Литвы. Жемайты последними из европейских народов были обращены в христианство (XV век). В XIX веке Жемайтия стала центром литовского культурного возрождения. На жемайтийском диалекте были изданы несколько литературных произведений. В первой половине XX века была создана отдельная письменность на латинской основе .

## Традиционная культура
Для традиционного хозяйства Жемайтии характерно развитие товарного льноводства и животноводства; с XVI века известны лошади малорослой жемайтской породы.
Жемайтский дом (троба) — низкая постройка, обшитая вертикальными досками, с соломенной полувальмовой крышей; в обеих продольных стенах находятся входы в сени (восходящие к старинному лит. жилищу — нумасу) с очагом-камином с дымоходом (каминас), отапливающим примыкающие с обеих сторон к сеням жилые комнаты. Жемайтийские кладбища отличаются резными деревянными надгробиями со скульптурами святых.

### Одежда
Комплекс традиционной одежды сохранялся до 2-й половины XIX века.
В женской одежде преобладает общелитовский тип туникообразной рубахи с наплечниками с красным браным узором, но в Клайпедском районе и по нижнему Неману встречались рубахи с прямыми поликами, пришитыми по основе ткани, и растительный орнамент, вышитый гладью; к концу XIX века распространились вышивка крестом и английской гладью, орнаментация кружевом и зубчатой тесьмой, браная техника орнамента сохранилась только в Восточной Жемайтии. Жемайтийская юбка (sijonas, sejonas) — шерстяная (больше на востоке) или полушерстяная (больше на западе) в складку, реже в сборку, продольно-полосатая (больше на западе) или клетчатая (больше на востоке) (преобладает, особенно на севере, красный цвет). Передник — хлопчатобумажный из одного полотнища, с частыми продольными красными (больше на севере и востоке) или многоцветными (больше на юге и западе) орнаментальными полосами. Характерны короткая безрукавка и кофта со сборками или складками под грудью, клетчатое, в основном чёрно-красное (до середины XIX века бытовало более древнее продолговатое поперечно-полосатое) наплечное покрывало (на севере — raištis, на юге — kryžokas, skepeta). Девичий головной убор — венок в виде обруча с прикреплёнными треугольниками из разноцветных лент (рангай); на западе и в Понеманье вокруг кос, уложенных венком, повязывали чёрную бархатную ленту. Женщины носили чепец, собранный на темени и затылке, поверх которого повязывали платок орнаментом (концы перекрещивались под затылком и завязывались узлом на лбу).
Мужчины носили серый кафтан с отрезной спинкой, складками, сборками или разрезом сзади, разноцветные штаны и жилет, войлочную шляпу с лентами и павлиньими перьями, белый шейный платок. Характерны деревянная обувь (клумпес), вязаные чулки с узором посередине голени.

### Музыка
Музыкальный фольклор — старинные одноголосные и более поздние 2-3-голосные песни гомофонного склада, инструментальная музыка. В состав так называемые сельских капелл входят 2-3 скрипки, струнный бас, гармоника.